# Bothrochilus
Bothrochilus är ett släkte av ormar i familjen pytonormar.
Arterna är med en längd upp till 1,5 meter medelstora ormar. De förekommer på Nya Guinea och lever i skogar eller i odlade områden. Individerna gräver sig ibland ner i det översta jordlagret. De äter ödlor och små däggdjur. Honor lägger ägg.
The Reptile Database listar sju arter. Flera av dessa ingick tidigare i släktet Liasis.
- Bothrochilus albertisii (Peters & Doria, 1878)
- Bothrochilus biakensis (Schleip, 2008)
- Bothrochilus boa (Schlegel, 1837)
- Bothrochilus fredparkeri (Schleip, 2008)
- Bothrochilus huonensis (Schleip, 2008)
- Bothrochilus meridionalis (Schleip, 2014)
- Bothrochilus montanus (Schleip, 2014)